# Personaggi di Ace Attorney
Questa lista comprende i personaggi della serie di videogiochi Ace Attorney.

## Personaggi ricorrenti

### Phoenix Wright
Phoenix Wright (成歩堂 龍一?, Naruhodō Ryūichi) è il protagonista dei primi tre titoli della serie. Oltre ad essere coprotagonista di Phoenix Wright: Ace Attorney - Dual Destinies, compare nello spin-off Il Professor Layton vs. Phoenix Wright: Ace Attorney. Avvocato ed allievo di Mia Fey, dopo la morte del suo mentore prenderà il controllo dello studio legale, assumendo Maya Fey come sua collaboratrice. Appare per la prima volta nel videogioco Phoenix Wright: Ace Attorney.

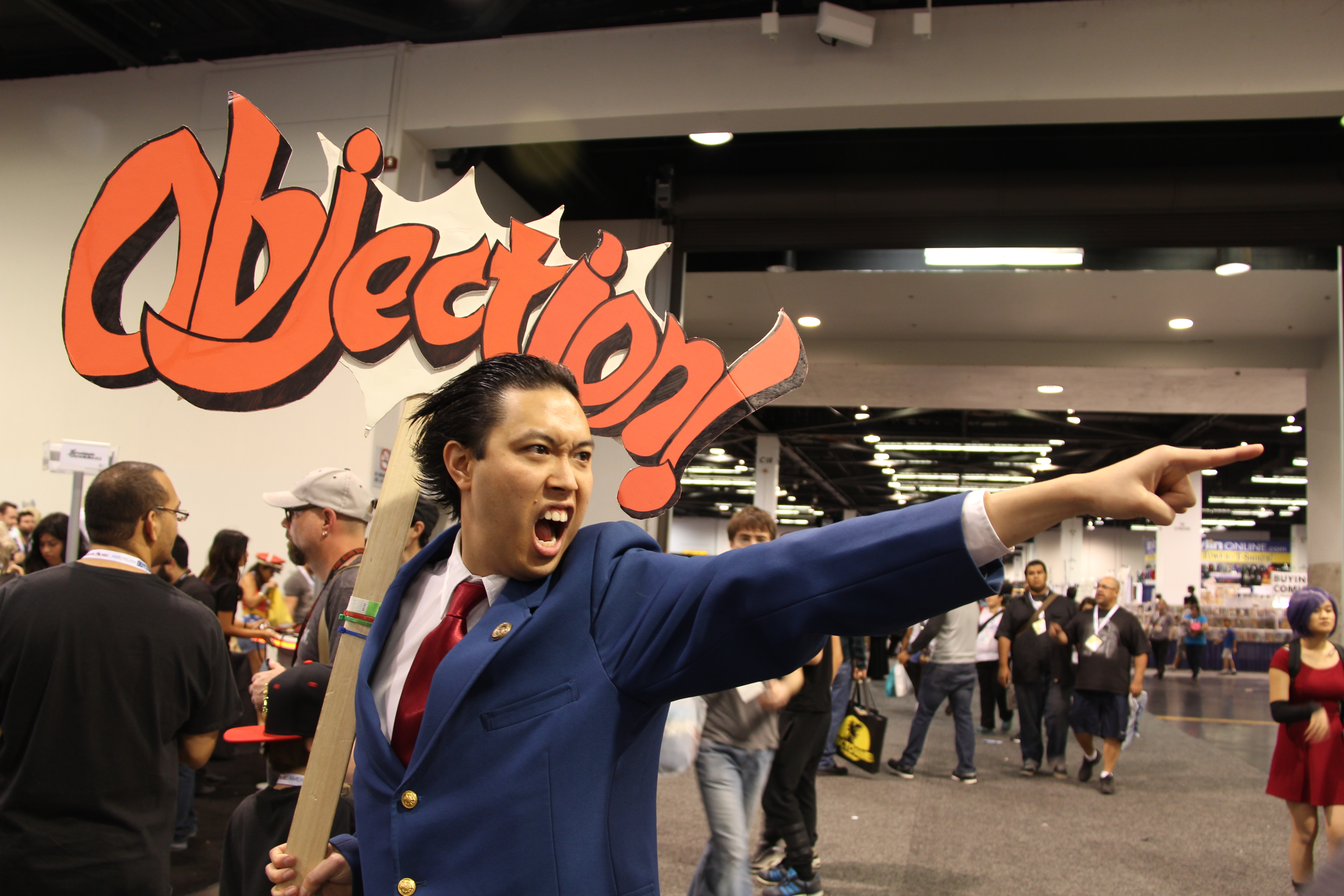
Cosplay di Phoenix Wright

Wright è il padre adottivo di Trucy ed è il capo dell'Agenzia Vattelapesca Wright presso cui lavorano Apollo Justice e Athena Cykes. È inoltre il discendente di Ryūnosuke Naruhodō.

### Apollo Justice
Apollo Justice (王泥喜 法介?, Odoroki Housuke) è il protagonista di Apollo Justice: Ace Attorney e uno dei personaggi principali di Phoenix Wright: Ace Attorney - Dual Destinies e Phoenix Wright: Ace Attorney - Spirit of Justice. È un avvocato alle prime armi che lavora prima per Kristoph Gavin, poi per Phoenix Wright.

### Miles Edgeworth
Miles Edgeworth (御剣 怜侍?, Mitsurugi Reiji) è un procuratore. Figlio dell'avvocato Gregory, dopo la morte del padre si mette sotto l'ala di Manfred von Karma. Appare per la prima volta nel videogioco Phoenix Wright: Ace Attorney. È inoltre il protagonista di Ace Attorney Investigations: Miles Edgeworth e di Ace Attorney Investigations 2: Prosecutor's Gambit.

### Famiglia Fey
La famiglia Fey (綾里?, Ayasato) è una stirpe di potenti sensitive che risiede nel villaggio Kurain. La famiglia è divisa in due linee di discendenza, una principale (Misty, Mia, e Maya) e una secondaria (Morgan, Iris, Dahlia, e Pearl). L'antenata della famiglia è Ami Fey (綾里供子?, Ayasato Kyouko), le cui ceneri sono custodite in un'antica urna.

#### Maya Fey
Maya Fey (綾里 真宵?, Ayasato Mayoi) è la sorella di Mia Fey. Collaboratrice di Phoenix Wright, è una sensitiva alle prime armi. Appare per la prima volta nel videogioco Phoenix Wright: Ace Attorney.

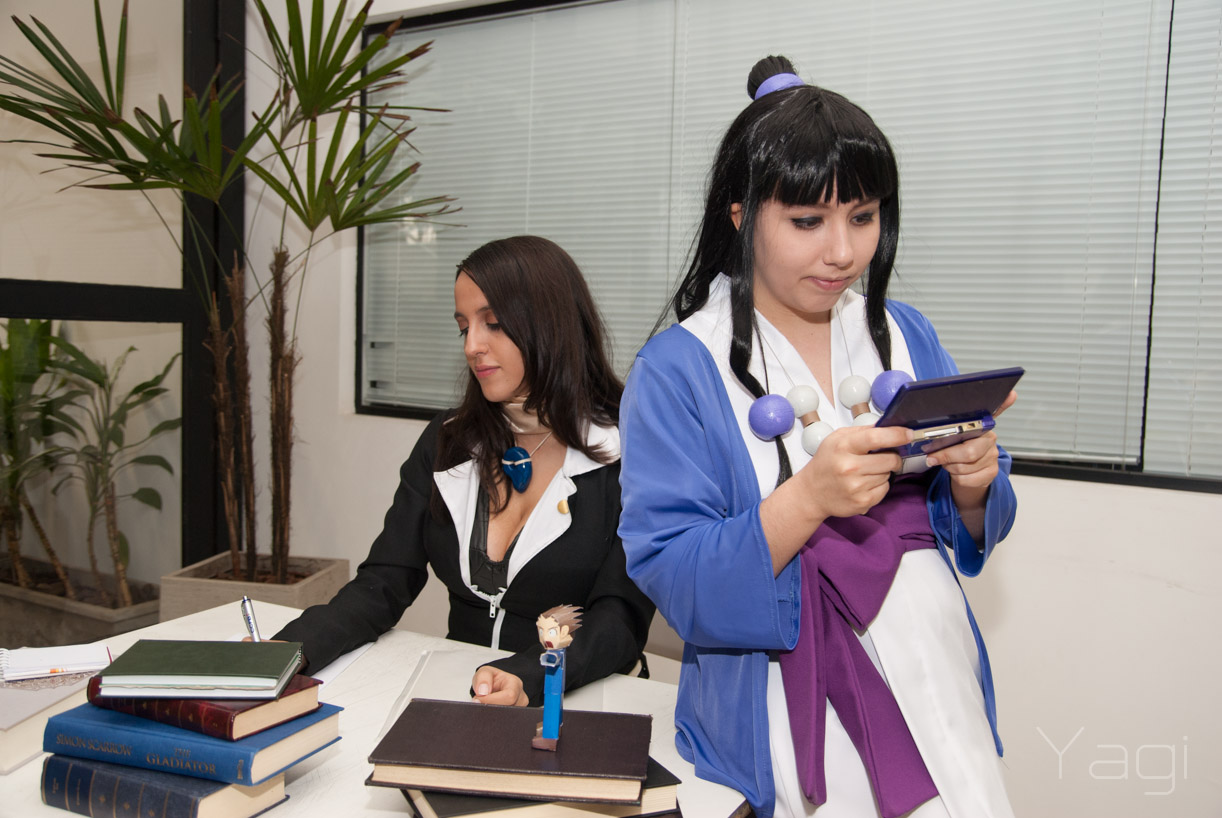
Cosplay di Mia e Maya Fey

Viene accusata dell'omicidio di Mia poiché trovata dalla polizia, insieme a Phoenix Wright, sul luogo del delitto, lo studio legale Fey & Co. La ragazza si era recata presso l'ufficio di Mia dopo essere stata invitata dalla sorella a prendere custodia di alcuni documenti, nascosti all'interno di una sveglia raffigurante Il pensatore. Dopo aver tentato invano di convincere Marvin Grossberg ad assumere la difesa di Maya, Phoenix decide di assumere il ruolo di avvocato difensore della sorella del suo capo.
Grazie all'aiuto di Mia, che prende il controllo del corpo della sorella, Wright riuscirà a dimostrare l'innocenza di Maya, consegnare alla giustizia il vero assassino e sconfiggere il suo rivale, il procuratore Miles Edgeworth. Al termine del processo Maya cederà a Phoenix l'ufficio della sorella, che assumerà la denominazione di Wright & Co..
Il primo caso in cui Maya Fey svolgerà il ruolo di assistente di Wright riguarderà l'omicidio di Jack Hammer, uno degli attori dello show "Il Samurai d'Acciaio", famoso tra i bambini e seguito dalla stessa Maya. Durante l'incontro con il regista Sal Manella, quest'ultimo troverà l'ispirazione per la serie televisiva "La Principessa Rosa" che verrà prodotta dalla Global Studio una volta terminato il processo nei confronti di Will Powers.
Maya collaborerà con Wright anche nel quarto processo, in cui l'imputato è lo stesso Edgeworth. Il suo intervento sarà decisivo all'esito del processo sia per il rinvenimento di una lettera spedita da Manfred von Karma a Yanni Yogi, che nello scontro con von Karma all'interno dell'archivio, in cui Phoenix Wright riesce ad ottenere una prova schiacciante. Una volta terminato il processo nei confronti di Miles Edgeworth, Maya Fey lascerà la città per ritornare nel suo villaggio e continuare l'allenamento.
Alcuni mesi dopo il medico Turner Grey si reca presso l'ufficio di Wright per richiedere l'intervento di Mia nella rievocazione dello spirito di Mimi Miney, un'infermiera scomparsa in un misterioso incidente stradale. Phoenix decide quindi di accompagnare Grey presso il villaggio Kurain. Durante l'evocazione dello spirito tuttavia Turner Grey perde la vita e Maya Fey viene nuovamente accusata di omicidio. Nel centro di detenzione Maya consegnerà a Phoenix il suo magatama. Grazie a questo strumento e all'aiuto della cugina di Maya, Pearl Fey, Wright riuscirà nuovamente a scagionare la ragazza, che riprenderà a collaborare con Phoenix.
Qualche tempo dopo, Maya verrà rapita da Shelly de Killer, il quale chiederà un verdetto di non colpevolezza per Matt Engarde in cambio della liberazione della ragazza.
Maya continua a lavorare con Phoenix anche nel corso di tutto Phoenix Wright: Ace Attorney - Trials and Tribulations, ma partirà poco dopo per continuare il suo addestramento da sensitiva.

In Phoenix Wright: Ace Attorney - Dual Destinies non appare, ma scrive una lettera a Phoenix, dove assicura che verrà a trovarlo una volta finito l'addestramento. Compare nuovamente in Phoenix Wright: Ace Attorney - Spirit of Justice, dove incontra Phoenix nel regno di Khura'in in cui si trova per terminare il suo addestramento.

#### Mia Fey
Mia Fey (綾里 千尋?, Ayasato Chihiro), proprietaria dello studio legale Fey & Co., è una sensitiva che aiuta Phoenix Wright. Appare per la prima volta nel videogioco Phoenix Wright: Ace Attorney.

#### Pearl Fey
Pearl Fey (綾里 春美?, Ayasato Harumi) è la cugina di Maya Fey. Appare per la prima volta nel videogioco Phoenix Wright: Ace Attorney - Justice for All. A causa della rara presenza di uomini nel villaggio Kurain, ritiene che Phoenix Wright ("Signor Nick" per la bambina) abbia un debole per Maya e per questo motivo lo schiaffeggia ogni qualvolta sembra avere un debole per un'altra donna.
Nonostante la giovane età, ha forti poteri spirituali che le permettono di evocare Mia. È stata inoltre lei a dare al Magatama di Phoenix il potere di rivelare i Lucchetti Psichici.
in Phoenix Wright: Ace Attorney - Trials and Tribulations si scopre che è stata concepita dalla madre Morgan perché diventasse la nuova Maestra di Kurain (infatti, Pearl appartiene al "ramo cadetto" della famiglia). In questo gioco, Morgan chiede alla figlia di evocare lo spirito di Dahlia Hawthorne per uccidere Maya. Ciononostante, Pearl stima molto Maya, e non sa che le sue azioni rischiano di provocare la sua morte.

Pearl riappare in Phoenix Wright: Ace Attorney - Dual Destinies, in cui porta a Phoenix una lettera di Maya, e lo aiuta nelle investigazioni per l'omicidio di Metis Cykes. Compare inoltre in Phoenix Wright: Ace Attorney - Spirit of Justice.

#### Misty Fey
Misty Fey (綾里舞子?, Ayasato Maiko) è una sensitiva, madre di Mia e Maya Fey. Una sua foto verrà mostrata nel corso del videogioco Phoenix Wright: Ace Attorney.
Venne contattata durante la risoluzione del caso DL-6 per richiamare lo spirito di Gregory Edgeworth. Tuttavia, la persona arrestata per l'accusa del suo omicidio, Yanni Yogi, come dichiarato dallo spirito stesso, era quella sbagliata e ciò investì di disonore la reputazione della polizia e di Misty Fey stessa, che venne costretta ad abbandonare il villaggio di Kurain. Da allora, Miles Edgeworth nutre pessimo risentimento verso la tecnica di evocazione Kurain e Mia intraprende quindi la carriera legale per far luce sul caso e non intralciare l'ascesa della sorella Maya alla successione di Misty a causa della sua sparizione.
In Phoenix Wright: Ace Attorney - Trials and Tribulations apparirà con il nome di Elise Deauxnim (天流斎エリス?, Tenryuusai Elise), pseudonimo assunto come scrittrice di libri per bambini. Morirà assassinata al tempio Hazakura.

#### Morgan Fey
Morgan Fey (綾里 キミ子?, Ayasato Kimiko), è la sorella maggiore di Misty Fey, e l'antagonista secondaria della serie. Appare per la prima volta in Phoenix Wright: Ace Attorney - Justice for All dove cerca di far accusare Maya di omicidio, per far sì che sua figlia Pearl diventi la maestra di Kurain. In Phoenix Wright: Ace Attorney - Trials and Tribulations non appare, ma si scopre essere dietro le azioni omicide della figlia Dahlia.
È stata sposata due volte, avendo le gemelle Dahlia e Iris dal primo matrimonio e Pearl dal secondo.

### Athena Cykes

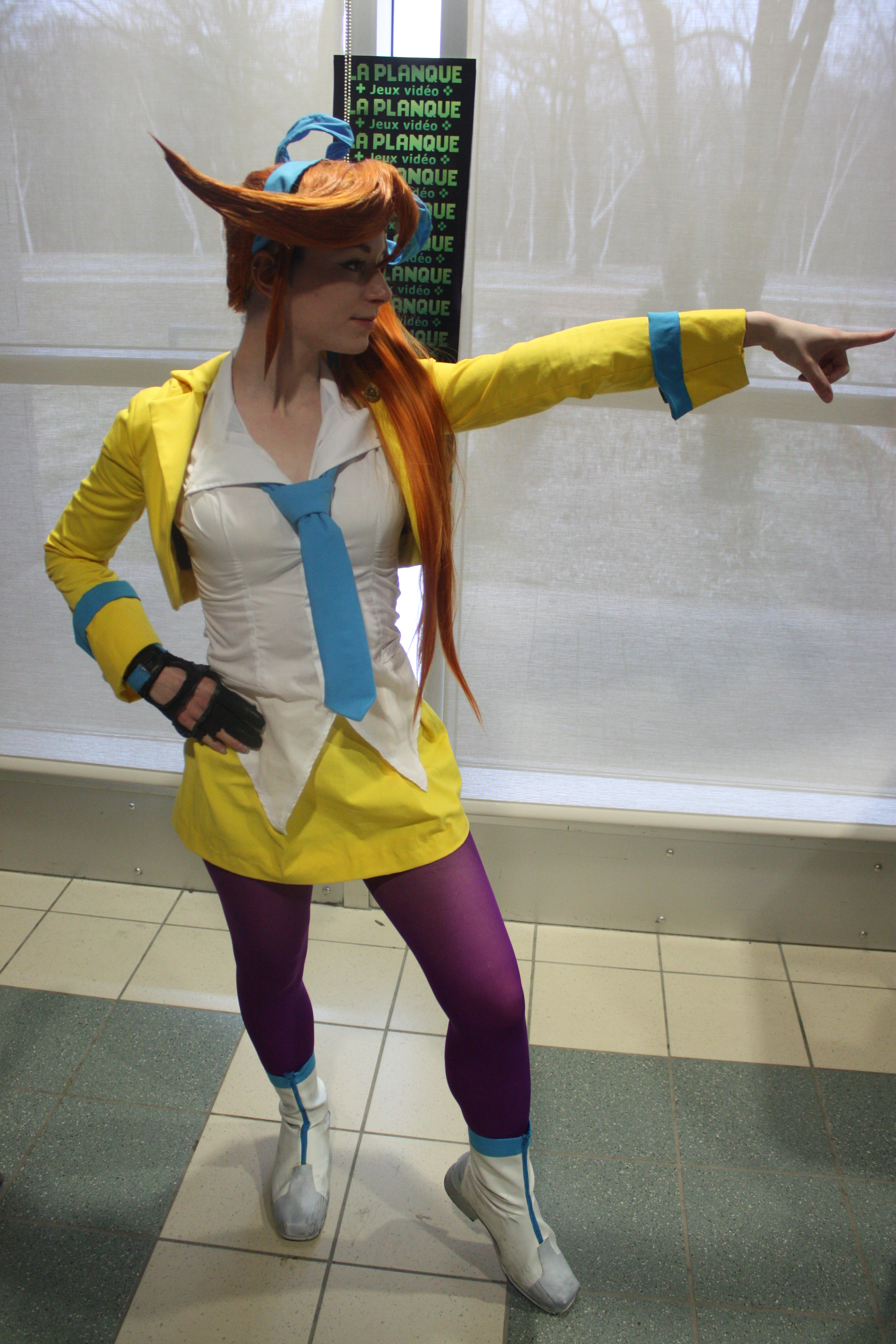
Cosplay di Athena Cykes

Athena Cykes (希月心音?, Kokone Kidzuki) è una ragazza esperta in psicologia analitica che ha studiato legge ed è stata reclutata da Phoenix Wright all'interno dell'Agenzia Vattelappesca Wright nel ruolo di avvocato. Il suo partner è un'intelligenza artificiale di nome Widget (モニ太?, Monita) creato dalla madre, Metis Cykes, esperta di robotica presso il Cosmos Space Center. È amica del procuratore Simon Blackquill.

### Larry Butz
Larry Butz (矢張政志?, Yahari Masashi) è amico e primo cliente di Phoenix Wright. Ha frequentato le scuole elementari insieme a Phoenix e Miles Edgeworth. Appare per la prima volta nel videogioco Phoenix Wright: Ace Attorney. Ha la caratteristica di ricoprire un incarico diverso ad ogni incontro con Phoenix Wright e di essere fidanzato ogni volta con una diversa ragazza, facendo presuppore la sua difficoltà nel mantenere saldi rapporti, sia lavorativi che sentimentali.
Durante il primo processo di Wright, viene accusato di aver ucciso la sua fidanzata, la modella Cindy Stone.
Alcuni mesi dopo incontrerà Phoenix e Maya nei pressi del Lago Gourd, in veste di venditore di hot dog. Nelle apparizioni successive svolgerà il ruolo di agente di sicurezza, artista, attore televisivo e autore.

Originariamente Larry Butz doveva comparire solamente nell'ultimo processo del primo videogioco, ma il personaggio ha subito numerose modifiche nel corso dello sviluppo del gioco..

### Dick Gumshoe
Dick Gumshoe (糸鋸 圭介?, Itonokogiri Keisuke) appare per la prima volta nel videogioco Phoenix Wright: Ace Attorney e riapparirà in tutti capitoli successivi. Detective della Polizia, è un collaboratore del procuratore Miles Edgeworth, tuttavia ha aiutato più volte l'avvocato Phoenix Wright, soprattutto nei processi contro Franziska von Karma. Nella versione americana del gioco, è solito chiamare Phoenix Wright con il termine slang "pal", tradotto in italiano semplicemente con "amico". Sempre distratto e maltrattato dal procuratore di turno ma anche onesto e dalla parte del giusto, non esita ad aiutare gli amici anche quando ciò implica l'andare contro i suoi superiori: ricorrente è il siparietto comico in cui minacciano di tagliargli lo stipendio per essere sempre in ritardo con le investigazioni. È segretamente innamorato di Maggey Byrde. La matita dietro l'orecchio di Gumshoe ha lo scopo di richiamare la sua passione per l'ippica, in seguito rimossa nel videogioco.

### Manfred von Karma
Manfred von Karma (狩魔 豪?, Karuma Gou) è un leggendario procuratore, rimasto imbattuto per quarant'anni. Mentore di Miles Edgeworth ed avversario di Phoenix Wright, ha una figlia, Franziska, che seguirà in tribunale le orme del padre. Appare per la prima volta nel videogioco Phoenix Wright: Ace Attorney.
Manfred ha avuto una carriera impeccabile da procuratore fino al giorno in cui ha incontrato l'avvocato Gregory Edgeworth, padre di Miles. Gregory, pur perdendo la propria causa, convinse il giudice che Von Karma aveva falsificato le prove e lasciò l'unica macchia sulla sua perfetta carriera. Manfred decise quindi di ucciderlo all'interno dell'ascensore e fare in modo che la colpa ricada su Yanni Yogi. Tuttavia l'avvocato di Yogi, Robert Hammond, riesce ad evitare l'arresto del suo cliente, lasciando aperto il caso DL-6. Manfred von Karma prenderà sotto la sua ala protettiva il giovane Miles, insegnandogli tutti i trucchi del mestiere di procuratore, distogliendolo dal suo sogno, quello di seguire le orme del padre Gregory. Miles imiterà addirittura l'abbigliamento e la gestualità del suo maestro all'inizio della sua carriera.
Phoenix Wright riuscirà a consegnare von Karma alla giustizia nel corso del processo in cui Miles Edgeworth viene accusato dell'omicidio di Hammond. Manfred verrà condannato alla pena di morte.

Successivamente Wright incontrerà Franziska von Karma, figlia di Manfred, il cui unico obiettivo sembra essere quello di vendicare la carriera "macchiata" del padre, sconfiggendo Phoenix in un'aula di tribunale.

### Franziska von Karma
Franziska von Karma (狩魔 冥?, Karuma Mei) è la figlia di Manfred von Karma e appare per la prima volta nel videogioco Phoenix Wright: Ace Attorney - Justice for All.
Segue le orme del padre nel ruolo di procuratore nonostante la sua giovane età e sembra provare risentimento nei confronti dell'avvocato Phoenix Wright per il suo ruolo nel processo che ha condannato Manfred per l'omicidio di Gregory Edgeworth, il padre di Miles Edgeworth, e per aver macchiato la carriera perfetta di quest'ultimo. Lei infatti considerava Miles come un fratello (era stato allievo di suo padre). In realtà cova rancore verso Phoenix solo perché credeva che lui fosse la causa dell'allontanamento di Miles, una volta assolto in tribunale. Franziska non prova nessun sentimento di odio nei confronti dell'avvocato per le vicende relative al padre.
Dal tipico accento tedesco (è solita anteporre l'appellativo "Herr" o "Frau" prima dei nomi), spavalda ma anche raffinata nei modi, non lesina maniere aggressive sia fuori che dentro le aule del tribunale, frustando chiunque la contraddice o non si sbriga nelle proprie faccende: la sua "vittima" designata è il detective Gumshoe che con il suo atteggiamento bonario la irriterà ben più di una volta nel corso del secondo capitolo della serie.
In Ace Attorney Investigations: Miles Edgeworth compare come tredicenne al suo debutto in veste di procuratore.

### Trucy Wright
Trucy Wright (成歩堂 みぬき?, Naruhodō Minuki) è la figlia adottiva di Phoenix Wright. Aspirante maga, aiuterà l'avvocato Apollo Justice nei processi contro il procuratore Klavier Gavin.

### Ema Skye

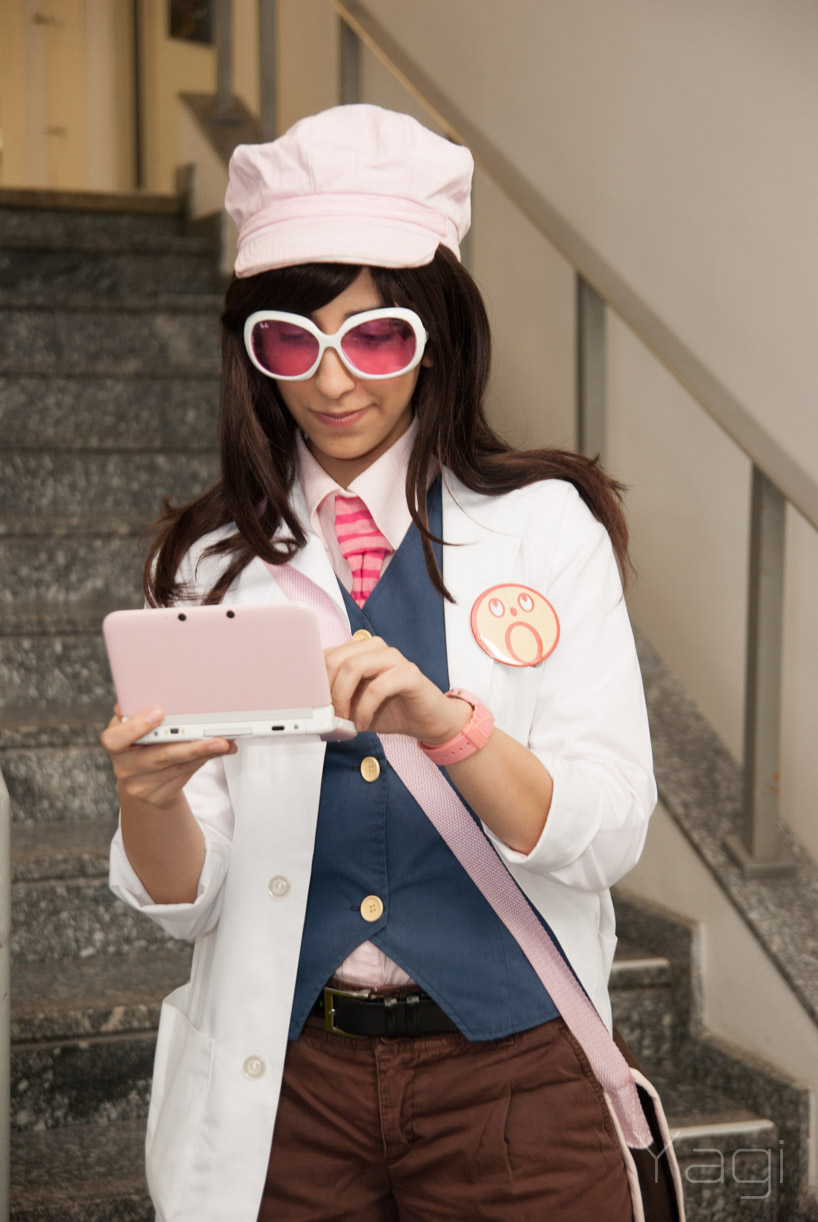
Cosplay di Ema Skye

Ema Skye (宝月 茜?, Houzuki Akane) è un detective della Polizia Scientifica. Introdotta nella versione per Nintendo DS di Phoenix Wright: Ace Attorney, compare nuovamente in Apollo Justice: Ace Attorney. È inoltre presente in Ace Attorney Investigations: Miles Edgeworth e Ace Attorney Investigations 2: Prosecutor's Gambit dove è in vacanza dai suoi studi per entrare nella scientifica. Diventa finalmente un investigatore forense in Phoenix Wright: Ace Attorney - Spirit of Justice, dove aiuta il procuratore Nahyuta Sahdmadhi.

### Winston Payne
Winston Payne (亜内 武文?, Auchi Takefumi) è un procuratore. Appare per la prima volta nel videogioco Phoenix Wright: Ace Attorney, ma generalmente costituisce l'accusa nei casi iniziali dei titoli della serie Ace Attorney.
In Trials and Tribulation si scopre che ha perso gran parte dei suoi capelli dopo essere stato sconfitto da Mia Fey, al suo secondo processo. Phoenix Wright lo incontra due volte in tribunale ma nel primo caso di Justice for All l'avvocato ha perso temporaneamente la memoria e quindi non ricorda di aver già visto Payne. Anche Apollo Justice dovrà difendere il suo cliente dalle accuse di Winston Payne in Apollo Justice: Ace Attorney.

Ha un fratello di nome Gaspen che appare in Phoenix Wright: Ace Attorney - Dual Destinies e in Phoenix Wright: Ace Attorney - Spirit of Justice.

### Giudice
Il giudice (裁判長?) presiede quasi tutti i casi in tribunale. Appare per la prima volta nel videogioco Phoenix Wright: Ace Attorney.
È un poco ingenuo e ha scarse conoscenze di tecnologia. Ha una lunga barba grigia ed è pelato, ha dei nipoti, e viene influenzato molte volte dalla procura. Anche se è uno dei personaggi che appare di più nella serie il suo nome è ignoto. Ma si sa che possiede un fratello minore, anch'esso giudice.

### Marvin Grossberg
Marvin Grossberg (星影宇宙ノ介?, Hoshikage Soranosuke) è un esperto avvocato difensore. Appare per la prima volta nel videogioco Phoenix Wright: Ace Attorney. È inoltre presente in Phoenix Wright: Ace Attorney - Trials and Tribulations.
Divenne maestro di Mia Fey poiché, per causa sua, si diffuse la notizia del fallimento della polizia nel caso DL-6, in cui era coinvolta la madre di Mia, Misty Fey. Tra i suoi allievi figurano anche Diego Armando e Robert Hammond.

### Wendy Oldbag
Wendy Oldbag (大場カオル?, Ooba Kaoru) è una guardiana. Appare per la prima volta nel videogioco Phoenix Wright: Ace Attorney in cui svolge il ruolo di testimone nell'omicidio di Jack Hammer.
Sarà inoltre presente in Justice for All, Trials and Tribulations e Ace Attorney Investigations: Miles Edgeworth sempre con un lavoro diverso.

### Will Powers
Will Powers (荷星 三郎?, Niboshi Saburō) è l'attore che interpretava il Samurai d'acciaio nella serie televisiva. Appare per la prima volta nel videogioco Phoenix Wright: Ace Attorney dove viene difeso da Phoenix Wright contro l'omicidio del collega Jack Hammer. Ricompare in Phoenix Wright: Ace Attorney - Justice for All nel caso "Un triste addio". Sebbene il suo aspetto possa incutere paura, è in realtà una persona timida e innocua.
Il nome Will Powers è un gioco di parole derivato da "willpower" ovvero "forza di volontà"

### Lotta Hart
Lotta Hart (大沢木 ナツミ?, Ōsawagi Natsumi) è una fotografa del paranormale. Appare per la prima volta nel videogioco Phoenix Wright: Ace Attorney come testimone. Viene detto che ha un forte accento del sud (accento di Osaka nella versione originale). Riappare nei giochi successivi come testimone, portando foto come prove.
Fa un cameo in Ace Attorney Investigations: Miles Edgeworth dove, sebbene non ci si possa interagire attivamente, viene presentata una delle sue famose foto come prova. Compare nuovamente in Ace Attorney Investigations 2: Prosecutor's Gambit.

### Mike Meekins
Mike Meekins (原灰 ススム ?, Susumu Harabai) è un poliziotto piuttosto goffo e distratto. Appare per la prima volta nella versione per Nintendo DS del videogioco Phoenix Wright: Ace Attorney. È inoltre presente in Apollo Justice: Ace Attorney, dove svolge il ruolo di guardia in tribunale, ed in Ace Attorney Investigations: Miles Edgeworth.

### Maggey Byrde
Maggey Byrde (須々木 マコ?, Suzuki Mako) è un poliziotto e cliente di Phoenix Wright. Appare per la prima volta nel videogioco Phoenix Wright: Ace Attorney - Justice for All.
Nel primo caso di Justice for All viene accusata dell'omicidio del fidanzato e collega Dustin Prince. Successivamente viene assunta come cameriera presso il ristorante "Trés Bien".
È presente anche in Ace Attorney Investigations: Miles Edgeworth in cui svolge il ruolo di guardia di sicurezza presso la procura.
Nei videogiochi viene sottintesa una relazione sentimentale con il detective Gumshoe.

### Direttore Hotti o Hickfield
Hotti (堀田?, Hotta) è il sedicente direttore della clinica Hickfield e della clinica Hotti. Non è ben chiaro se sia realmente il direttore, dato soprattutto il suo modo di fare e il fatto che le infermiere lo trattino come un paziente. Nonostante ciò, Miles Edgeworth a un certo punto crede che sia veramente il direttore. Appare per la prima volta in Justice for All. Compare nuovamente in Apollo Justice: Ace Attorney come Hickfield (引田?, Hikita).

### Adrian Andrews
Adrian Andrews (華宮 霧緒?, Kamiya Kirio) è una ragazza in una complicata relazione con due stelle della televisione e dal triste passato. Appare per la prima volta in Justice for All come agente di una delle persone coinvolte nel caso e in Trials and Tribulations con un nuovo lavoro. È affetta dalla sindrome di co-dipendenza che la obbliga a dipendere sempre da un'altra persona: in principio sarà la sua maestra e, dopo che questa morirà suicida, si relazionerà con Franziska Von Karma. Grazie all'esperienza maturata e all'aiuto di Phoenix Wright, al suo ritorno nel terzo capitolo della serie apparirà meno condizionata e più spensierata.

## Altri personaggi

### Phoenix Wright: Ace Attorney

#### Frank Sahwit
Frank Sahwit (山野星雄?, Yamano Hoshio) è un venditore porta a porta e il testimone del primo caso, l'omicidio della fidanzata di Larry Butz, Cindy Stone, del quale caso il colpevole era lui. Compare nuovamente in Ace Attorney Investigations 2: Prosecutor's Gambit.
Il suo cognome è un gioco di parole, che è molto simile alla parola inglese "Saw It", Phoenix Wright nella versione in Inglese del gioco a fine del primo caso lo chiamerà "Mr. Did It!" (letteralmente: "Signor Sono stato io") dalla storia falsa che testimoniò. 

#### April May
April May (松竹梅世?, Umeyo Shouchiku) è la segretaria della Bluecorp e testimone dell'omicidio di Mia Fey. Accuserà la sorella di Mia, Maya Fey del delitto.

#### Redd White
Redd White (小中大?, Konaka Masaru) era il presidente della Bluecorp, un'agenzia di detective privati e informazioni. Era solito ricattare le persone per ottenere ciò che voleva, inclusi poliziotti, politici e persone di rilievo. Uccide Mia per evitare che renda noti al pubblico i suoi ricatti.
Il suo nome può essere un riferimento alla cecità di Godot, il quale non riesce a vedere il colore rosso su sfondo bianco, significando che Godot non è riuscito a fermare White dall'uccidere Mia Fey, dato che non è riuscito a "vederlo" (dato che era in coma durante i primi casi di Phoenix Wright: Ace Attorney.)

#### Fattorino
Il fattorino è un personaggio di cui non si conosce il nome che compare più volte nella serie. Compare per la prima volta in Phoenix Wright: Ace Attorney come fattorino all'hotel Gatewater. Ricompare nei titoli alla fine del gioco per ritrovare una lettera nell'ufficio di Miles Edgeworth. Infine, anche se non si vede in volto, in Ace Attorney Investigations: Miles Edgeworth Miles lo riconosce per le sue maniere mentre impersona Proto Badger a Gatewater Land.

#### Sal Manella
Sal Manella (宇在拓也?, Uzai Takuya) è il regista dei Global Studios, conosciuto per aver diretto il Samurai D'Acciaio e il suo seguito. Viene visto all'aeroporto durante il secondo caso di Ace Attorney Investigations: Miles Edgeworth. Il suo modo di parlare usa moltissime abbreviazioni tipiche di Internet.
Il suo nome è un gioco di parole, riferendosi alla Salmonella, dato il suo aspetto.

#### Dee Vasquez
Dee Vasquez (姫神サクラ?, Himegami Sakura) è il produttore del Samurai D'Acciaio e di altri programmi dei Global Studios. Viene coinvolta come testimone dell'omicidio di Jack Hammer, di cui era la vera assassina.

#### Penny Nichols
Penny Nichols (間宮由美子?, Yumiko Mamiya) è un'impiegata ai Global Studios che aiuta Phoenix Wright durante l'investigazione. È ossessionata da tutto ciò che riguarda il Samurai D'Acciaio e in seguito rimane in contatto con Maya condividendo la stessa passione per il franchise della serie e quelle seguenti.

#### Cody Hackins
Cody Hackins (大滝九太?, Ootaki Kyuuta) è un ragazzino appassionato del Samurai d'Acciaio che assiste all'omicidio dopo essersi intrufolato di nascosto per vedere il suo eroe mascherato.

#### Gregory Edgeworth
Gregory Edgeworth (御剣 信?, Mitsurugi Shin) era il padre di Miles Edgeworth. Avvocato difensore di grande successo, fu ucciso nell'ascensore del tribunale dopo un terremoto, fatto che causo un trauma al figlio Miles, che assistette all'omicidio. Il caso in questione, rinominato DL-6 è al centro del quarto caso di Phoenix Wright: Ace Attorney, ma ricorre durante tutta la serie. Fu infatti chiesto l'intervento di Misty Fey come sensitiva, che indicò Yanni Yogi come colpevole. L'imputato si rivelò poi innocente, e ciò creò grande scandalo e vergogna per la famiglia Fey. È presente come personaggio giocante in Ace Attorney Investigations 2: Prosecutor's Gambit.

#### Yanni Yogi
Yanni Yogi (灰根 高太郎?, Haine Koutarou) era un usciere del tribunale, fu erroneamente accusato dell'omicidio di Gregory Edgeworth. Sebbene fu assolto, perché il suo avvocato difensore sostenne la tesi che il suo cervello subì danni a causa del mancato ossigeno, la sua vita fu effettivamente distrutta a causa di ciò. La moglie si suicidò, perse il lavoro e la posizione sociale. Quindici anni dopo si vendicò di Robert Hammond, suo avvocato difensore, uccidendolo e facendo ricadere la colpa su Miles Edgeworth.

#### Lana Skye
Lana Skye (宝月 巴?, Houdzuki Tomoe) è la sorella maggiore di Ema Skye e capo procuratore. Fu accusata dell'omicidio del detective Bruce Goodman e coinvolta anche nel caso SL-9.

#### Damon Gant
Damon Gant (巌徒 海慈?, Ganto Kaiji) è l'eccentrico capo della polizia, collega di Lana e amico di vecchia data del giudice, anche lui coinvolto nel caso SL-9. Adora nuotare in piscina e suonare l'organo, infatti ne è presente uno al centro del suo enorme studio.

#### Angel Starr
Angel Starr (市ノ谷 響華?, Ichinotani Kyouka) era un detective del dipartimento di polizia, venne licenziata in seguito al caso SL-9. Due anni più tardi, viene chiamata come testimone dell'omicidio di Bruce Goodman. Porta sempre con sé una cesta di vimini contenente dai più svariati pasti pronti, dedita ad offrire a chiunque.

#### Jake Marshall
Jake Marshall (罪門 恭介?, Zaimon Kyousuke) è un poliziotto chiamato a testimoniare durante il caso per l'omicidio del detective Goodman. In passato era un detective insieme alla vittima, Angel Starr e al fratello Neil Marshall. Nel caso SL-9 il fratello fu ucciso e lui degradato a semplice poliziotto di pattuglia. Come il fratello, veste da cowboy e si atteggia come tale.

### Phoenix Wright: Ace Attorney - Justice for All

#### Richard Wellington
Richard Wellington (諸平野 貴雅?, Moroheiya Takamasa) è il testimone del primo caso. Accusa Maggey Byrde dell'omicidio del fidanzato e collega Dustin Prince.

#### Ini Miney
Ini Miney (葉中のどか?, Hanaka Nodoka) è una studentessa di parapsicologia chiamata a testimoniare durante il caso di omicidio del dottore Turner Grey, di cui Maya viene accusata. In realtà la persona venuta a testimoniare è Mimi Miney, sorella di Ini, che, in seguito ad un incidente, ha subito un intervento chirurgico alla faccia ed ha assunto le sembianze della sorella.

#### Maximillion Galactica
Billy Bob Johns alias Maximillion Galactica (山田耕平?, Kouhei Yamada alias マキシミリアン・ギャラクティカ, Maximillion Galactica) è il mago (sbruffone e pieno di sé) che lavora al circo Big Berry che viene accusato dell'omicidio del direttore Russell Berry.

#### Regina Berry
Regina Berry (立見里香?, Rika Tachimi) è la giovane e incantevole figlia del direttore Russell, dagli atteggiamenti un po' infantili. Lavora come ammaestratrice di animali tra cui Leon il leone, Money la scimmia e Regent la tigre. Compare nuovamente in Ace Attorney Investigations 2: Prosecutor's Gambit.

#### Acro
Ken "Acro" Dingling (木下 アクロ 大作?, Kinoshita "Acro" Daisuke) era un acrobata divenuto paralitico in seguito ad un incidente. Il suo abbigliamento da scena ricorda quello dei nativi americani. Ha un fratello il cui nome di scena è Bat.
Il suo nome unito a quello del fratello è Acrobat, ovvero Acrobata.

#### Moe
Lawrence "Moe" Curls (富田 トミー 松夫 ?, Tomida "Tommy" Matsuo) è il clown del circo Big Berry e ha origini italiane. Prende il posto del direttore dopo la morte di quest'ultimo.

#### Ben
Benjamin "Ben" Woodman (ベン＆リロ?, Ben Kizumi) è il timido ventriloquo del circo, innamorato segretamente di Regina. Il suo pupazzo si chiama Trilo Quist e a differenza di lui ha una personalità piuttosto aggressiva.

#### Matt Engarde
Matt Engarde (王都楼 真吾?, Outorou Shingo) è l'imputato dell'ultimo caso, accusato dell'omicidio del collega e rivale Juan Corrida. Il suo manager è Adrian Andrews.

#### Shelly de Killer
Shelly de Killer (虎狼死家左々右エ門?, Koroshiya Sazaemon alias 田中太郎, Tanaka Tarou) è un killer professionista discendente da una famiglia di sicari. È abile nei travestimenti e rapisce Maya per costringere Phoenix Wright ad assumere la difesa di Matt Engarde. Compare nuovamente in Ace Attorney Investigations 2: Prosecutor's Gambit.

### Phoenix Wright: Ace Attorney - Trials and Tribulations

#### Godot

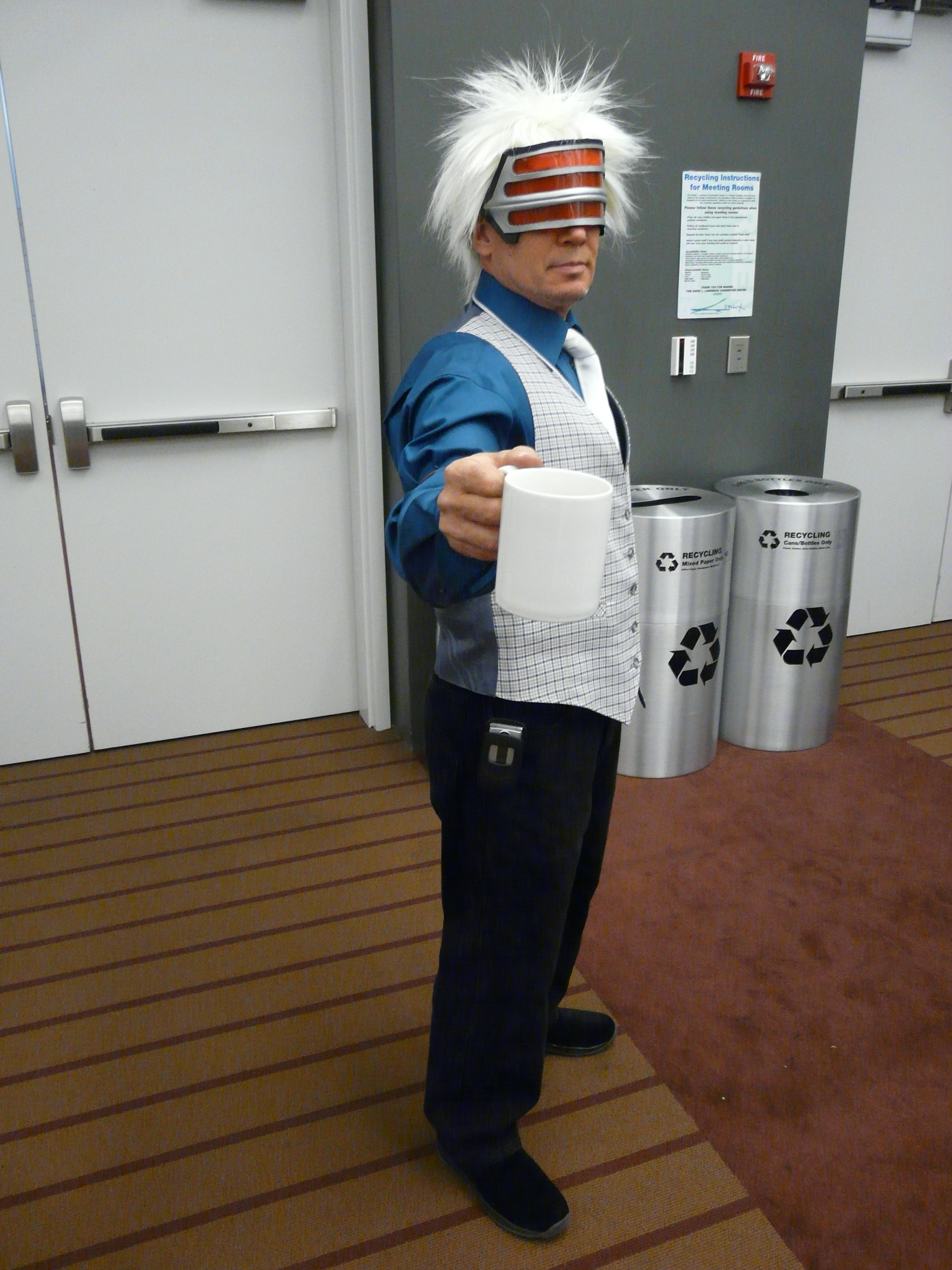
Cosplay di Godot

Diego Armando (神乃木荘龍?, Kaminogi Souryuu) è un avvocato che lavorava per lo studio di Marvin Grossberg. Sotto lo pseudonimo di Godot (ゴドー?) svolge il ruolo di procuratore. Affetto da gravi problemi di vista, indossa un sofisticato visore che gli permette di vedere, ma non di riconoscere il rosso, in particolare su fondo bianco. Degustatore di caffè, può bere fino a diciassette tazze della sua bevanda preferita durante un processo. Ha un particolare astio nei confronti di Phoenix Wright, sostenendo che lui non sia stato in grado di salvare Mia Fey, e ne storpia il cognome chiamandolo ripetutamente Light.

#### Dahlia Hawthorne
Dahlia Hawthorne (美柳ちなみ?, Miyanagi Chinami) è una studentessa universitaria, sorella di Valerie Hawthorne e Iris. Sebbene all'apparenza sembri buona e gentile, è in realtà molto malvagia e senza scrupoli. Nel corso di Un tragico esordio è nota come Melissa Foster (無久井里子?, Satoko Mukui). Condannata a morte per l'omicidio di Doug Swallow (呑田菊三?, Nonda Kikuzou), viene impiccata al termine di La Rivincita, ma ritorna come spirito nel corso di Confronto Finale per vendicarsi della famiglia Fey. Quando il suo primo involucro viene ucciso passa nel corpo di Maya, e dopo esserne stata scacciata da Phoenix viene trascinata all'Inferno scomparendo definitivamente.

#### Iris
Iris (あやめ?, Ayame) è la sorella gemella di Dahlia, ma ha i capelli neri e a differenza della sorella è di animo buono. Abbandonata da piccola in un monastero, fu cresciuta da sorella Bikini.

Al termine di Confronto finale spiega a Phoenix che in realtà ha sostituito la sorella per tutto il periodo della loro relazione, pianificata da Dahlia per entrare in possesso della boccetta regalata al ragazzo, in realtà un'arma del delitto che la ragazza voleva far uscire dal tribunale.

#### Ron DeLite
Ron DeLite (天杉優作?, Amasugi Yuusaku) è una guardia di sicurezza che lavorava alla KB Security. Dopo aver sposato Desirée, divenne il celebre ladro Mask☆DeMasque per sostenere lo stile di vita della moglie. Viene accusato del furto dell'urna sacra di Kurain e dell'omicidio del suo ex-capo alla KB Security, Kane Bullard.

#### Desirée DeLite
Desirée DeLite (天杉希華?, Amasugi Mareka) è la moglie di Ron, che lei chiama affettuosamente Ronnie. Ama fare shopping e le moto.

#### Luke Atmey
Luke Atmey (星威岳 哀牙?, Hoshiidake Aiga) è il testimone dell'omicidio di Kane Bullard, autoproclamato super-detective. La sua nemesi è Mask☆DeMasque.
Il suo nome è un gioco di parole della frase "Look at me" (letteralmente: Guardatemi!) riferendosi alla sua personalità e desiderio di diventare famoso.

#### Victor Kudo
Victor Kudo (五十嵐将兵?, Igarashi Shouhei) è un anziano signore cliente abituale del ristorante Trés Bien. Veste con abiti tipicamente giapponesi e ha una maglietta con l'ideogramma ぬ.

#### Jean Armstrong
Jean Armstrong (本土坊薫?, Hondobou Kaoru) è l'effemminato proprietario e cuoco del ristorante Trés Bien dove avviene l'omicidio di Glen Elg. Veste di rosa, ha interesse per l'aromaterapia ed è cleptomane. Il suo nome richiama il carattere androgino del personaggio.

#### Furio Tigre
Furio Tigre (芝九蔵虎之助?, Toranosuke Shibakuzou alias ナニワのゼニトラ, Zenitora of Naniwa) è il proprietario della Prestiti Felini e testimone dell'omicidio di Glen Elg. È estremamente somigliante a Phoenix Wright, ma la sua pelle è di colore rossastro. Nella traduzione italiana utilizza la lettera k in sostituzione del digramma ch.

#### Viola Cadaverini
Viola Cadaverini (鹿羽うらみ?, Urami Shikabane) è l'assistente di Furio Tigre. Suo nonno è Bruto Cadaverini, noto e pericolo boss della malavita organizzata. Dopo l'arresto di Furio Tigre, diventa la proprietaria dell'azienda Prestiti Felini ed in Ace Attorney Investigations: Miles Edgeworth minaccia Lance Amano.

#### Lisa Basil
Lisa Basil (小池ケイコ?, Keiko Koike) è la direttrice di Schermate Blu, l'azienda in cui Glen Elg lavorava.

#### Terry Fawles
Terry Fawles (尾並田美散?, Onamida Michiru) è il primo cliente di Mia Fey, già condannato per l'omicidio di Dahlia Hawthorne, in seguito riuscì a fuggire e fu condannato anche per l'omicidio della sorella Valerie. Si suiciderà nello stesso caso in sui verrà difeso.

#### Bikini
Sorella Bikini (毘忌尼?, Bikini) è una monaca del tempio Hazakura. Ha cresciuto con amore Iris e fa parte di un ramo della famiglia Fey il cui compito è difendere la tecnica di Kurain.

### Apollo Justice: Ace Attorney

#### Kristoph Gavin
Kristoph Gavin (牙琉 霧人?, Garyuu Kirihito) è un avvocato, e il principale antagonista della serie. Mentore di Apollo Justice, è il fratello del procuratore Klavier Gavin.
A causa della rabbia per avergli sottratto un cliente, spingerà Phoenix Wright a presentare una prova falsa durante un processo. Quest'azione costerà a Phoenix la perdita del distintivo di legale.
È l'unico personaggio il quale il giocatore non può rompere i lucchetti psichici (nella serie dei giochi del Nintendo DS)

#### Klavier Gavin
Klavier Gavin (牙琉 響也?, Garyuu Kyouya) è un procuratore. È fratello dell'avvocato Kristoph Gavin.
Klavier ha studiato in Germania per diventare procuratore. Inizia a lavorare all'età di 17 anni e durante il suo primo processo distrugge la carriera di Phoenix Wright grazie ad una soffiata del fratello Kristoph.
Svolge il ruolo di procuratore in tutti i casi in cui la difesa è rappresentata da Apollo Justice, ad eccezione del primo.

È inoltre il cantante e chitarrista del gruppo musicale dei Gavinners.

#### Olga Orly
Olga Orly (逆居雅香?, Sakai Masaka) è una mazziere professionista che aiuta i clienti a barare nelle partite a carte. Normalmente, si presenta come una cameriera dall'accento russo. È anche una testimone chiave nell'omicidio di Shadi Smith.

#### Shadi Enigmar
Shadi Enigmar (奈々伏 影郎?, Nanafushi Kagerou) è un misterioso viaggiatore vittima nel primo caso. In seguito si scoprirà la verità su di lui e come sia collegato agli ultimi due casi del gioco.

#### Malloppo Kitaki
Malloppo Kitaki (北木常勝?, Kitaki Tsunekatsu) è il leader della famiglia Kitaki. In passato la famiglia era nota nell'ambiente del crimine organizzato. Dopo che il figlio fu ferito, decise di cambiare stile di vita e indirizzò la famiglia su affari onesti.

#### Plum Kitaki
Plum Kitaki (北木小梅?, Kitaki Koume), soprannominata "Piccola Plum", è la moglie del boss Kitaki. Normalmente è calma e col senso dell'umorismo, ma diventa improvvisamente seria quando si parla della sua famiglia. Nella sua scopa è nascosta una katana.

#### Wocky Kitaki
Wocky Kitaki (北木滝太?, Kitaki Takita) è l'erede della famiglia Kitaki. Viene accusato di aver ucciso Pal Meraktis, un dottore per cui la sua fidanzata Alita Tiala lavorava. Inoltre, fu ricoverato nella clinica Meraktis quando fu ferito. Non apprezza il cambiamento voluto da suo padre e vorrebbe mantenere la tradizione "gangster" della famiglia.

#### Alita Tiala
Alita Tiala (並奈美波?, Minami Namina) è la fidanzata di Wocky Kitaki. Lavorava come infermiera nella clinica del dottor Pal Meraktis e testimonia durante il processo.

#### Guy Eldoon
Guy Eldoon (矢田吹麦面?, Mugitsura Yatabuki) è un venditore ambulante di noodle. In passato era un chirurgo, ma fu costretto a ritirarsi a causa di un rivale.
Il suo nome è un gioco di parole, il suo cognome Eldoon è semplicemente Noodle al contrario, e il suo nome può essere inteso come "Noodle Guy" (letteralmente Tipo dei Noodle)

#### Wesley Stickler
Wesley Stickler (河津京作?, Kawadzu Kyousaku) è uno studente dell'università Lupios e testimone dell'omicidio di Pal Meraktis.

#### Daryan Crescend
Daryan Crescend (眉月大庵?, Mayudzuki Daian) è un detective della polizia per gli affari internazionali. È amico e collega di Klavier Gavin oltre che nei processi, come chitarrista del gruppo Gavinners.

#### Machi Tobaye
Machi Tobaye (トバーユ マキ?, Tobaayu Maki) è un giovane pianista borginiano, che accompagna Lamiroir nei concerti. Coinvolto in un contrabbando di bozzoli, viene accusato dell'omicidio di Romein LeTouse, un agente dell'interpol infiltrato come manager, guardia del corpo e interprete di Lamiroir.

#### Lamiroir
Lamiroir (ラミロア?, Ramiroa) è una famosa cantante della Borginia, divenuta testimone dell'omicidio di Romein LeTouse, avvenuto durante il suo concerto. Si scopre inoltre essere Thalassa Gramarye, la madre di Trucy Wright e di Apollo Justice.

#### Valant Gramarye
Valant Gramarye (或真敷バラン?, Arumajiki Varan) è l'erede del grande mago Magnifi Gramarye. Insieme con Zak e Thalassa Gramarye, genitori di Trucy, formava la Troupe Gramarye. Viene assunto dai Gavinners per una magia durante il concerto di Lamiroir e i Gavinners stessi.

#### Spark Brushel
Spark Brushel (葉見垣正太郎?, Shoutarou Hamigaki) è un reporter freelance sempre alla ricerca di scoop. Ha seguito per anni la storia della Troupe Gramarye e come testimone ne aiuta a svelare i misteri. È inoltre un notaio.

#### Vera Misham
Vera Misham (絵瀬まこと?, Ese Makoto) è una prodigiosa artista, accusata dell'omicidio del padre Drew Misham. Il suo caso si snoda da passato e presente, essendo collegato alla Troupe Gramarye, la morte di Magnifi Gramarye e alla perdita del distintivo legale di Phoenix Wright.

### Phoenix Wright: Ace Attorney - Dual Destinies

#### Simon Blackquill
Simon Blackquill (?, 夕神迅, Jin Yuugami) è un procuratore. È detenuto insieme al suo falco Taka. Nonostante su di lui penda una condanna a morte, è tenuto sotto osservazione dal detective Bobby Fulbright.
Allievo di Metis Cykes, ha una sorella di nome Aura che lavora presso il Cosmos Space Center. In Phoenix Wright: Ace Attorney - Spirit of Justice è sia testimone che aiutante di Athena Cykes.

#### Bobby Fulbright
Bobby Fulbright (番轟三?, Gouzou Ban) è un detective. Lavora con il procuratore Blackquill.

#### Juniper Woods
Juniper Woods (森澄しのぶ?, Shinobu Morizumi) è una studentessa della Themis Legal Academy. Amica d'infanzia di Athena Cykes, sogna di diventare giudice. È la prima cliente di Phoenix Wright dopo il suo ritorno come avvocato. Verrà successivamente accusata dell'omicidio della professoressa Constance Courte.

### Phoenix Wright: Ace Attorney - Spirit of Justice

#### Nahyuta Sahdmadhi
Nahyuta Sahdmadhi (ナユタ・サードマディ?, Nayuta Sādomadi) è un monaco. Procuratore del regno di Khura'in, è convinto di salvare le anime delle vittime condannando i colpevoli con la pena di morte.

#### Datz Are'bal
Datz Are'bal (ダッツ・ディニグル?, Dattsu Dinigeru) è un ribelle, amico di Dhurke Sahdmadhi. Fuggito di prigione, perde temporaneamente la memoria e assumerà provvisoriamente il nome di A'nohn Ihmus (TBD) (ナナシーノ・ゴンビェ (仮)?, Nanashiino Gonbe (Kari)).

#### Dhurke Sahdmadhi
Dhurke Sahdmadhi (ドゥルク・サードマディ?, Duruku Sādomadi) è un avvocato. A capo della rivoluzione nel regno di Khura'in, è padre di Nahyuta Sahdmadhi.

#### Rayfa Padma Khura'in
Rayfa Padma Khura'in (レイファ・パドマ・クライン?, Reifa Padoma Kurain) è la principessa e sacerdotessa reale del regno di Khura'in. È in grado di mostrare le sensazioni provate dalle vittime prima di morire.

### The Great Ace Attorney: Adventures

#### Ryunosuke Naruhodo
Ryunosuke Naruhodo (成歩堂 龍ノ介?, Ryūnosuke Naruhodō) è uno studente universitario. Antenato di Phoenix Wright, verrà accusato di omicidio e difeso dall'amico Kazuma Asogi.

#### Kazuma Asogi
Kazuma Asogi (亜双義 一真?, Kazuma Asōgi) è un giovane avvocato. Ha studiato in Inghilterra insieme all'amico Ryunosuke.

#### Susato Mikotoba
Susato Mikotoba (御琴羽 寿沙都?) è l'assistente di Kazuma Asogi. È figlia di Yujin Mikotoba.

#### Herlock Sholmes
Herlock Sholmes (シャーロック・ホームズ?, Sherlock Holmes) è un detective britannico che stringerà amicizia con Ryunosuke. La sua assistente è Iris Wilson.

#### Barok van Zieks
Barok van Zieks (バロック・バンジークス?, Barokku Banjīkusu) è un procuratore britannico.

### Ace Attorney Investigations: Miles Edgeworth

#### Kay Faraday
Kay Faraday (一条美雲?, Ichijou Mikumo) è una ragazza figlia del procuratore Byrne Faraday. Proclama di essere il secondo Yatagarasu, un vigilante che ruba informazioni per scoprire la verità.

#### Shi-Long Lang
Shi-Long Lang (狼 士龍, (ZH)  e 狼 士龍 (Rō Shiryū?)) è un detective dell'Interpol proveniente dallo stato di Zheng Fa. La sua famiglia era nota nell'ambiente della legge ma perse la credibilità dopo essere stata accusata di falsificazione di prove: odia i procuratori per questo motivo. Durante i casi, lavora insieme a Franziska per portare alla luce un contrabbando di banconote false.
A differenza degli altri personaggi Lang rimpiazza "HOLD IT!" (Un attimo!) con "NOT SO FAST!" (Non così in fretta!), ma non è stata data la voce al suo "OBJECTION!" (Obiezione!).

#### Tyrell Badd
Tyrell Badd è un detective grande amico di Byrne Faraday, padre di Kay. È alla costante di Calisto Yew, la quale uccise il suo amico e collega. Nell'ultimo caso viene rivelato che esso ha fatto parte dello Yatagarasu, insieme a Byrne Faraday e Calisto Yew. Per questo motivo verrà licenziato dal suo incarico.

#### Calisto Yew o Shih-na
Calisto Yew è un avvocato difensore. Durante il processo a Mack Rell, svolge il ruolo di avvocato difensore confrontandosi con Byrne Faraday. Ha la caratteristica di scoppiare a ridere sguaiatamente in continuazione.
Shih-na invece è la segretaria di Shi-Long Lang, la quale verrà arrestata.
Nessuno di questi due nomi è corretto, dato che sono tutti e due dei falsi.

#### Manny Coachen
Manny Coachen (マニィコーチン?, Manny Coachen) è il segretario dell'ambasciata di Cohdopia. In passato fu accusato dell'omicidio di Cece Yew, un'impiegata dell'ambasciata, ma fu rilasciato per mancanza di prove.
In seguito diventerà segretario di Colias Palaeno, ambasciatore di Babahl.

#### Jacques Portsman
Jacques Portsman (優木誠人?, Yuuki Makoto) è il procuratore incaricato dell'omicidio del collega e detective Buddy Faith, che fronteggia Miles nel primo caso. Fa parte dell'organizzazione di contrabbando di Cohdopia. 

#### Rhoda Teneiro
Rhoda Teneiro (木之路いちる?, Konomichi Ichiru) è un assistente di volo della compagnia iFly. All'inizio accusa Miles dell'omicidio dell'agente dell'interpol Akbey Hicks. In seguito alla scoperta di alcuni fatti, verrà accusata lei stessa dell'omicidio. Ha inoltre disegnato le valigie che sono in vendita nel negozio dell'aeroplano.

#### Cammy Meele
Cammy Meele (白音若菜?, Wakana Shiraoto) è l'altra pigra assistente di volo della iFly, anche lei a bordo durante l'omicidio di Akbey Hicks. Parla borginiano ma ha la pessima abitudine di addormentarsi in continuazione. Fa parte dell'organizzazione di contrabbando di Cohdopia.

#### Zinc Lablanc
Zinc Lablanc (ジンクホワイト?, (Jinku) Zinc White II) è un mercante d'arte proveniente dalla Borginia. Viene interrogato come testimone del delitto durante e dopo il volo.
Il suo cognome è Lablanc, poiché esiste già un personaggio (Redd White) con il cognome White. Nella localizzazione è stato cambiato per non causare fraintendimenti con la trama.

#### Ernest Amano
Ernest Amano (天野川丈一郎?, Amanogawa Jouichirou) è il proprietario del gruppo Amano. Vecchio amico di Manfred von Karma, ha aiutato Miles nei suoi studi all'estero.

#### Lance Amano
Lance Amano (天野河光?, Hikaru Amanogawa) è il figlio di Ernest Amano. Quando viene rapito, Ernest chiede a Miles che sia lui a portare il riscatto ai rapitori.

#### Lauren Paups
Lauren Paups (織戸姫子?, Himeko Orito) è la fidanzata di Lance Amano. Resasi complice del rapimento di Lance, viene accusata dell'omicidio di Colin Devorae, maggiordomo di Ernest Amano.

#### Colias Palaeno
Colias Palaeno (ダミアンヒンジ?, Damian Hinji) è l'ambasciatore di Babahl. Cerca sempre di attirare turisti nel suo stato, offrendo coupon e souvenir ad ogni occasione. In seguito alla nascita dello stato di Babahl, Manny Coachen divenne il suo segretario.

#### Quercus Alba
Quercus Alba (カーネイジオンレッド?, Carnage Onred) è l'ambasciatore di Allebahst. In passato è stato un famoso generale di Cohdopia divenuto poi ambasciatore dello stato. In seguito alla guerra civile e alla divisione in due diversi stati, divenne ambasciatore di Allebahst.
Quercus Alba è il personaggio più vecchio a fare una apparizione fisica in gioco.
Il suo nome è letteralmente il nome scientifico della Quercia Bianca, Questo potrebbe essere un riferimento alla sua corporazione alta, capelli che ricordano le foglie di una quercia, il naso lungo il ramo, e la sua pelle anziana la corteccia.